# Церковь Николая Чудотворца (Верхний Услон)
Церковь Николая Чудотворца — двухпрестольный храм Казанской епархии Татарстанской митрополии Русской православной церкви в селе Верхний Услон. Построен в 1831—1838 годах, является объектом культурного наследия Республики Татарстан. В храме, помимо главного престола во имя Святого Николая Чудотворца, имеется придел во имя Святого пророка Илии, благодаря чему он также известен как Свято-Николо-Ильинская церковь.

## Территориальное расположение
Церковь Николая Чудотворца находится в Верхнеуслонском районе Татарстана, в исторической части села Верхний Услон; имеет адресацию: улица Советская, 28.

## Архитектура
Церковь Николая Чудотворца выстроена в традициях раннего классицизма, поэтому изначально (с 1838 года) это было здание с осевой симметрией. В 1890-х годах с южной стороны церкви был пристроен придел (освящён в 1896 году), который нарушил симметрию планировки здания.
Центральный объём (средняя часть храма) представляет собой восьмерик под сомкнутым сводом на двусветном четверике, увенчанные восьмигранным глухим барабаном под луковичной главкой. Восьмерик освещается шестью прямоугольными окнами. С восточной стороны к центральному объёму храма примыкает апсида под конхой, с западной стороны — пристройка (в русской храмовой архитектуре часто именуется трапезной), соединяющая его с трёхъярусной колокольней. Нарушающий симметрию храма придел Святого пророка Илии имеет собственную апсиду под куполом, увенчанным восьмигранным глухим барабаном под луковичной главкой. С южной стороны придел имеет собственный вход с деревянным крыльцом, расположенным ассиметрично относительно возвышающегося над стеной придела треугольного фронтона.
Трёхъярусная приземистая колокольня под сомкнутым сводом представляет собой восьмерик на двухъярусном четверике, увенчанные восьмигранным глухим барабаном под луковичной главкой. С западной стороны нижнего яруса расположен вход в церковь. С трёх сторон второго яруса имеются круглые слуховые окна. Третий ярус, на котором расположены колокола, имеет восемь вытянутых арочных проёмов.

### Интерьер
Интерьер церкви Николая Чудотворца лишён стенописи, выкрашен в белый цвет. Однако внутреннее убранство отличается изысканностью. Пространство главного алтаря отделено четырёхъярусным иконостасом с ажурным оформлением. В таком стилистическом обрамлении оформлены прочие храмовые иконы.

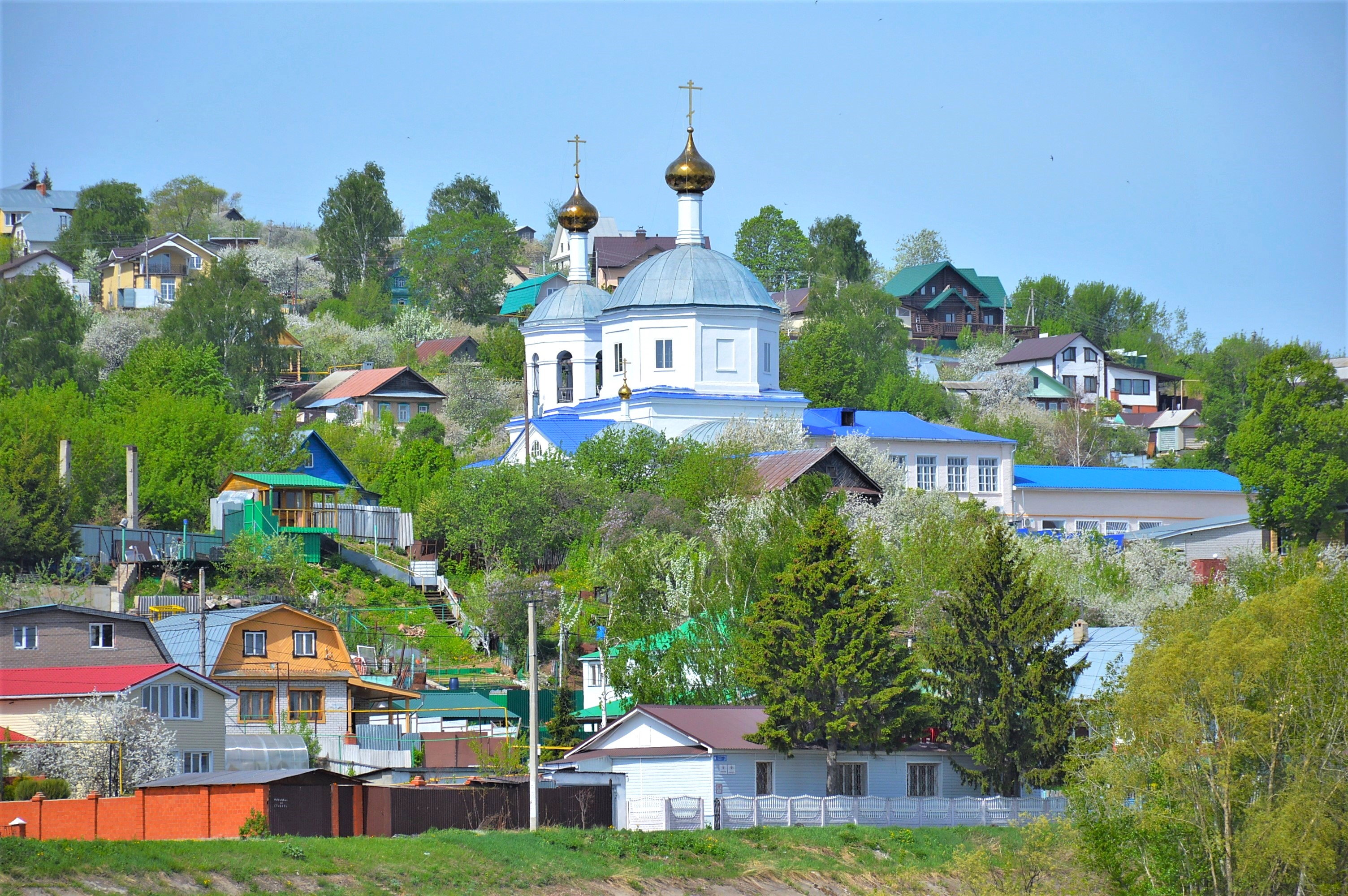
Вид на церковь со стороны Волги
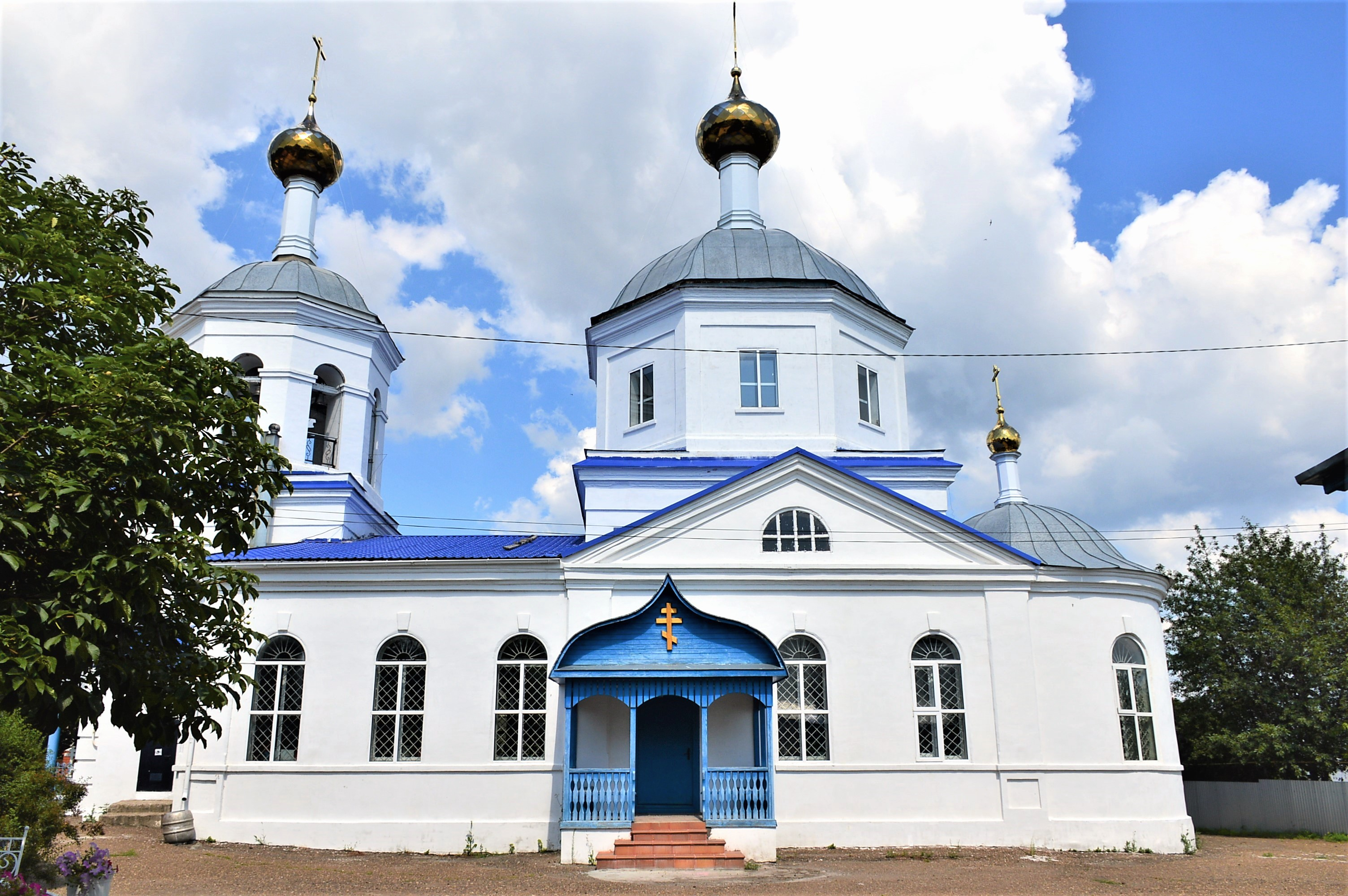
Вид на церковь с южной стороны
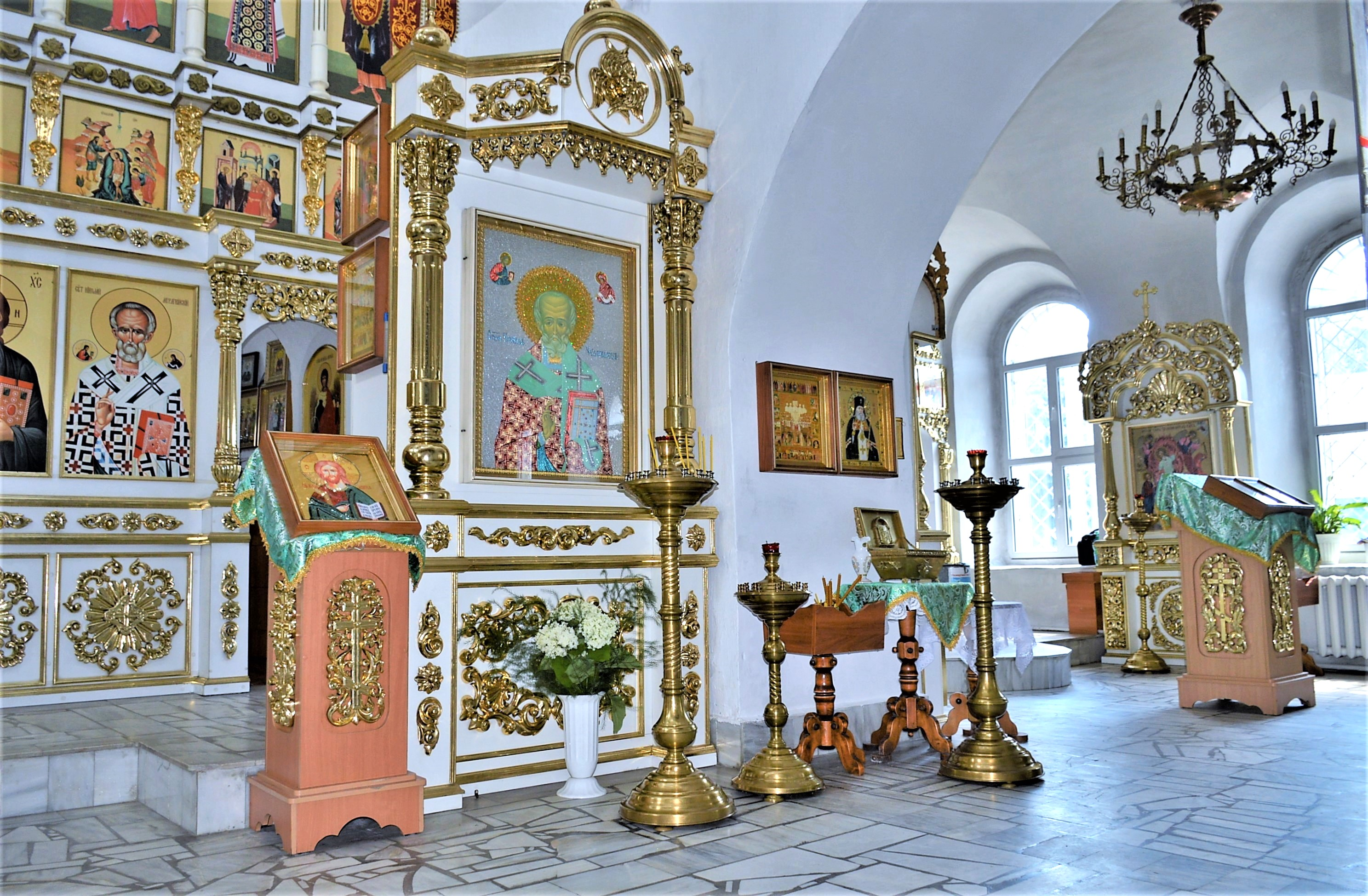
Фрагмент интерьера церкви
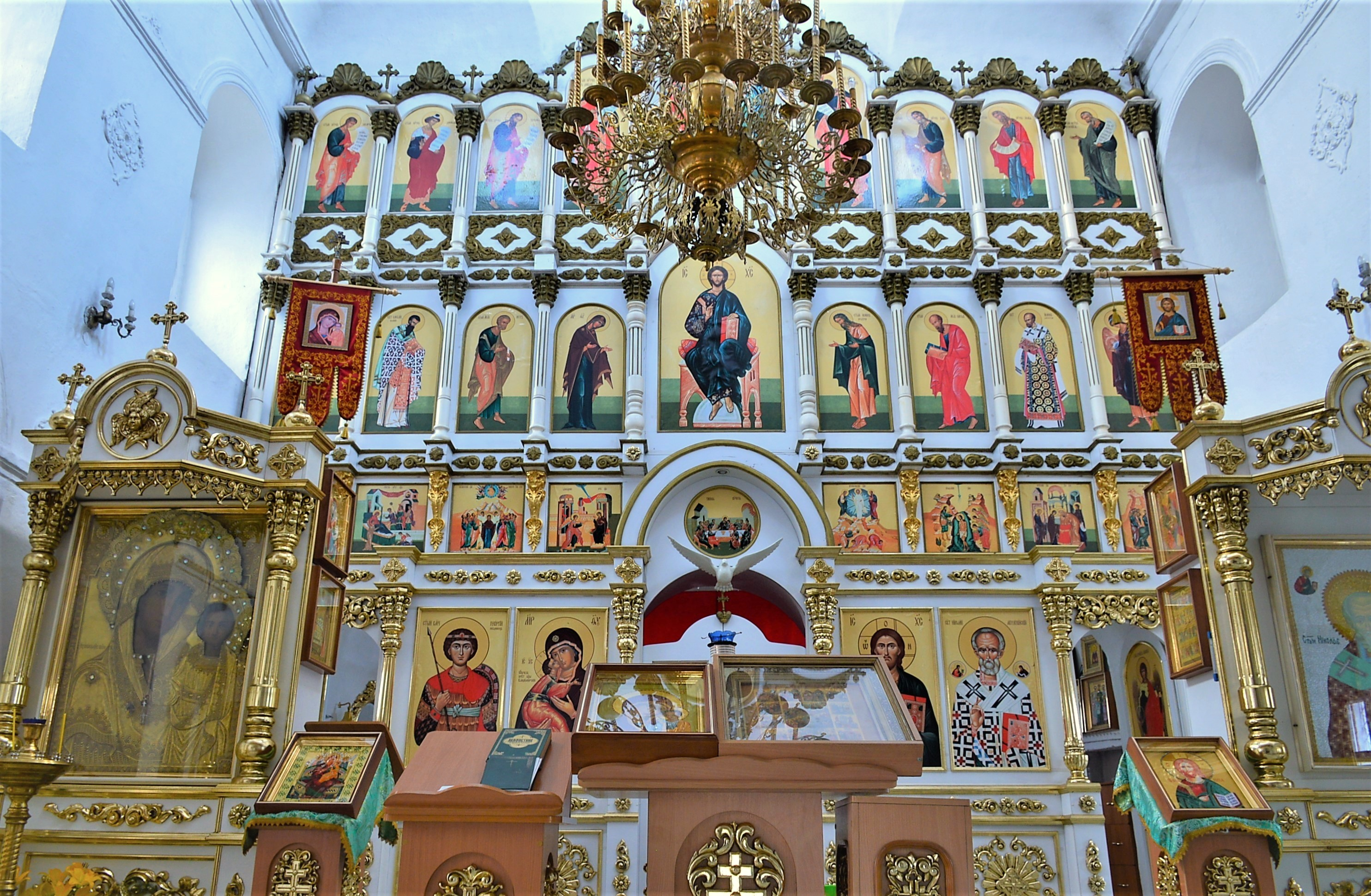
Иконостас
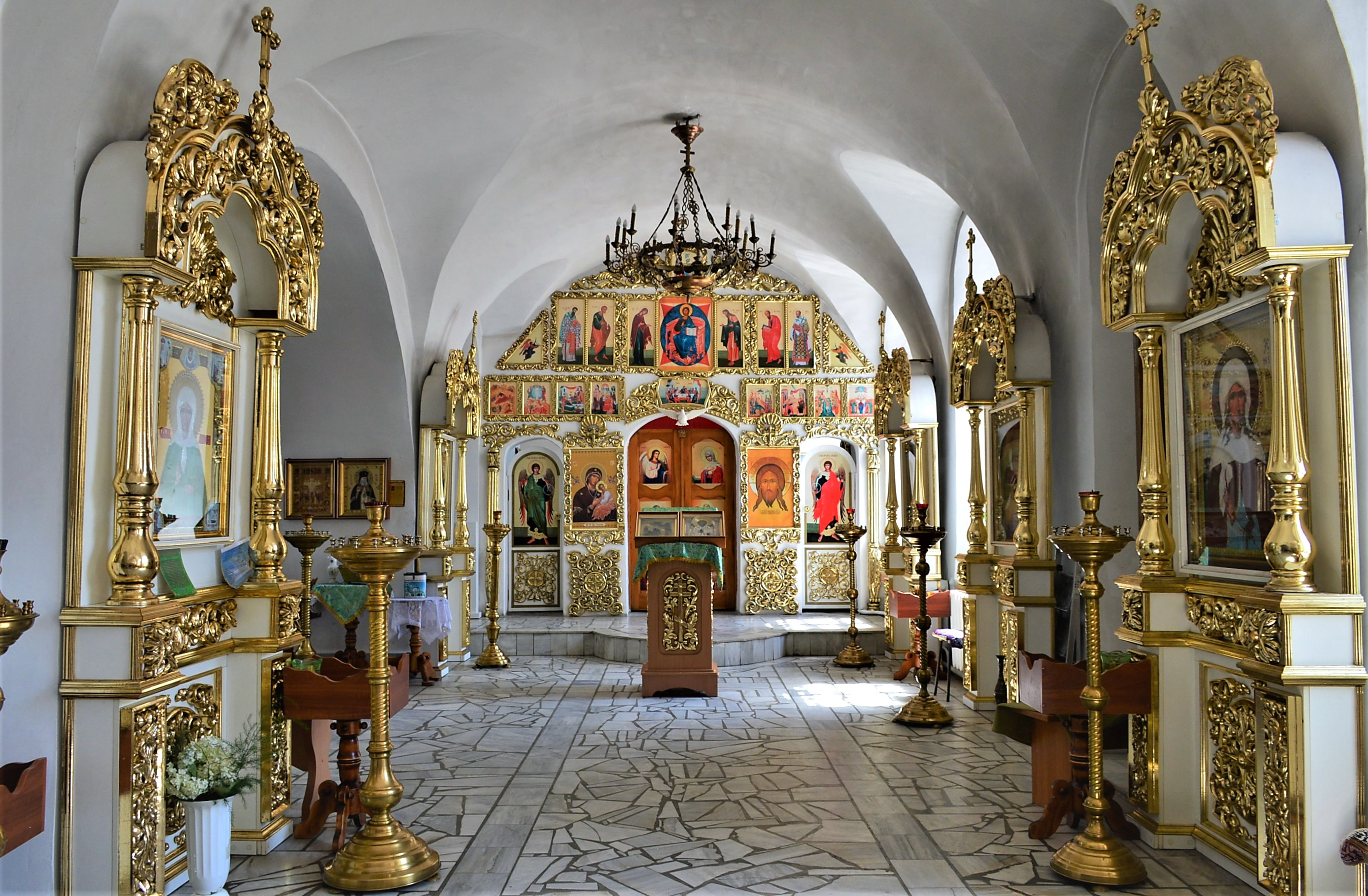
Придел Святого пророка Илии

## История

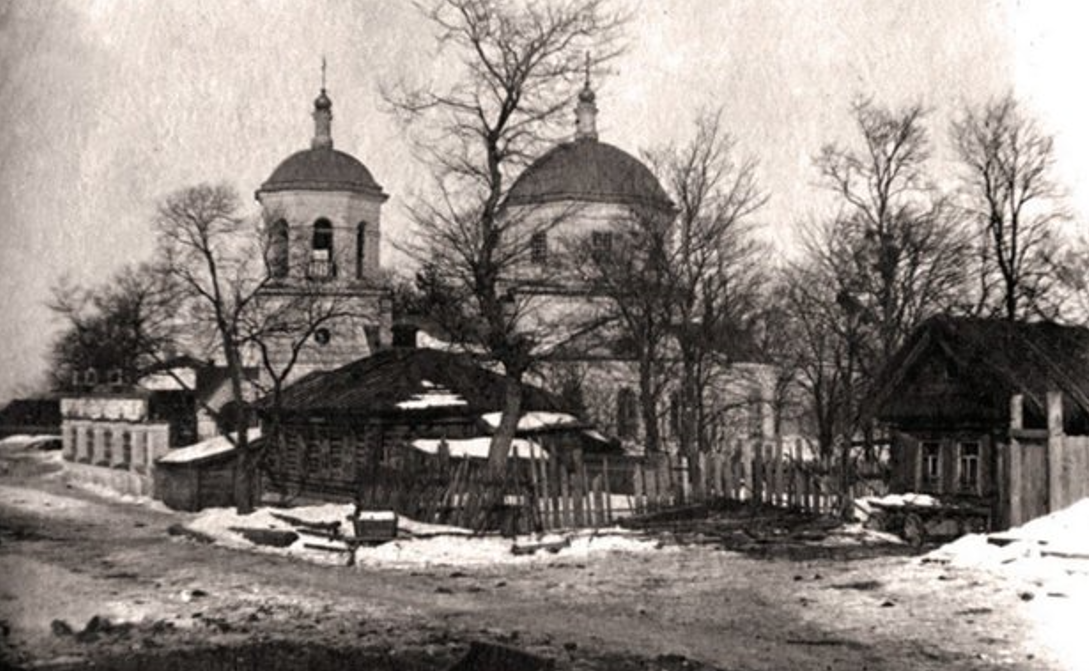
Церковь Николая Чудотворца в начале XX века

Согласно изысканиям краеведа Г. И. Середы, первым храмом Николая Чудотворца в Верхнем Услоне была деревянная церковь, освящённая 31 октября 1739 года. До 1820 года Никольская церковь была одним из двух храмов, существовавших в этом селе, так как первым верхнеуслонским храмом была известная с конца XVII века деревянная церковь во имя Святого Иоанна Предтечи.
В 1831 году в Верхнем Услоне была заложена, а в 1838 году построена и освящена каменная церковь Николая Чудотворца. Правда, в официальной документации Комитета Республики Татарстан по охране культурного наследия указано, что эта церковь строилась в 1831—1833 годах (в епархиальных справочниках начала XX века также указан 1833 год как дата её постройки). Строилась церковь Николая Чудотворца на средства прихожан — государственных крестьян села Верхний Услон и соседней деревни Печищи. Как отмечает Г. И. Середа, в 1835 году дьякон Владимирского собора города Казани Павел Брусьянов подрядился делать для Никольской церкви иконостас за 2000 рублей, а иконы для иконостаса и других мест в 1836 году писал крестьянин Владимирской губернии Терентий Иванович Гагаев за 475 рублей. «Каменные ворота ограды были устроены вместо деревянных старанием приходского священника о. Павла (Альбинского) из пожертвованного Тимофеем Фёдоровичем Горбылёвым кирпича. Бут и известь жертвовали для этой работы жители д. Печищи». В 1874 году прихожане церкви за свой счёт купили для жительства приходского причта в церковную собственность дом с садом за 600 рублей у верхнеуслонского крестьянина Николая Горбылёва.
В 1892 году был подготовлен проект придела с южной стороны церкви и тогда же началось его строительство; в 1896 году придел во имя Святого пророка Илии был освящён. По одной из версий, этот придел сооружён прихожанами церкви — жителями соседней деревни Печищи.
Самым почитаемым в церкви Николая Чудотворца был список иконы Божией Матери «Отрада и Утешение», приобретённый в середине XIX века в монастыре Святого Пантелеимона на Афоне на средства купеческой вдовы из Свияжска Евдокии Ивановны Локотуниной.
К церкви Николая Чудотворца была приписана каменная часовня, построенная в 1878 году казанским купцом Степаном Алексеевичем Макашиным и освящённая 17 сентября того же года епископом Чебоксарским Павлом. Часовню возвели для установки в ней деревянного креста, выловленного в водах Волги у Верхнего Услона и бывшего у местных жителей в особом почёте.
В состав прихода церкви Николая Чудотворца входили село Верхний Услон и соседняя с ней деревня Печищи. «Как и в других приволжских сёлах, значительную часть населения в Верхнем Услоне составляли старообрядцы, но здесь было много сторонников господствующей церкви».
Количество дворов и численность прихожан церкви Николая Чудотворца (дано общее количество прихожан, с учётом проживавших в селе Верхний Услон и в деревне Печищи):
- 1900 год — 463 двора и 2688 прихожан (1225 мужчин и 1463 женщин)[7];
- 1904 год — 462 двора и 2892 прихожанина (1326 мужчин и 1566 женщин)[8];
- 1909 год — 401 двор и 2081 прихожанин (990 мужчин и 1091 женщин)[9].

Настоятелем прихода в 1891—1917 годах был выпускник Казанской духовной семинарии священник Николай Кириллович Ефимов (1865—1917). После его смерти настоятелем был назначен священник Даниил Степанович Дымов (1884—1918), который был расстрелян по приговору революционного трибунала 11 ноября 1918 года.
В 1930-е годы церковь Николая Чудотворца была закрыта. Возвращение её верующим состоялось в 1990 году. В следующем году церкви был присвоен охранный статус на основании Постановления Кабинета Министров Татарстана «О включении в список памятников архитектуры местного значения архитектурных сооружений г. Казани и районов Республики Татарстан» № 337 от 31 июля 1991 года. В 1990-х — начале 2000-х годах церковь Николая Чудотворца была реконструирована, в том числе отреставрировали Ильинский придел, также была возведена кирпичная ограда.

## Кенотаф Д. М. Меншиковой

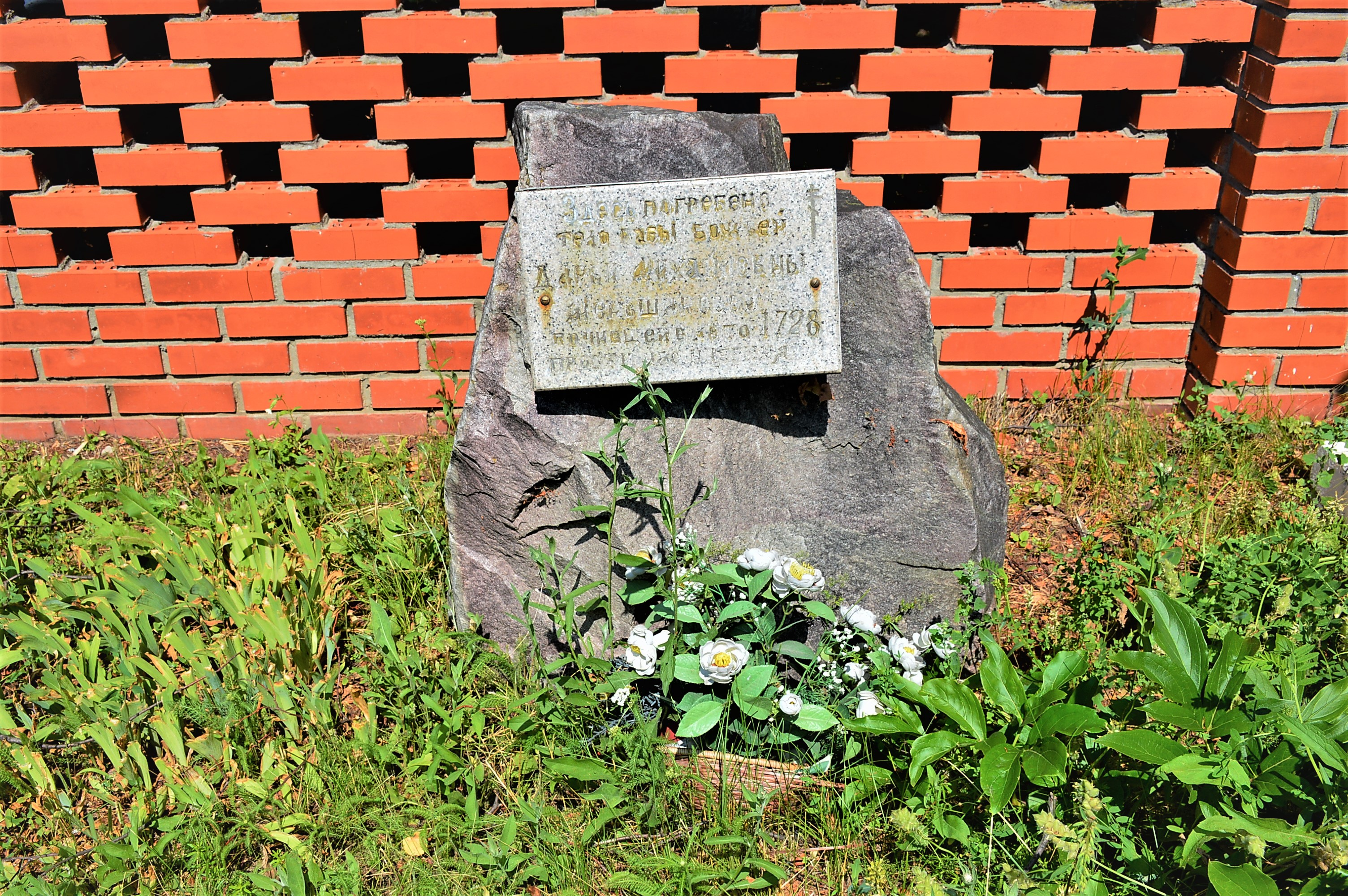
Кенотаф (символическая могила) Дарьи Михайловны Меншиковой

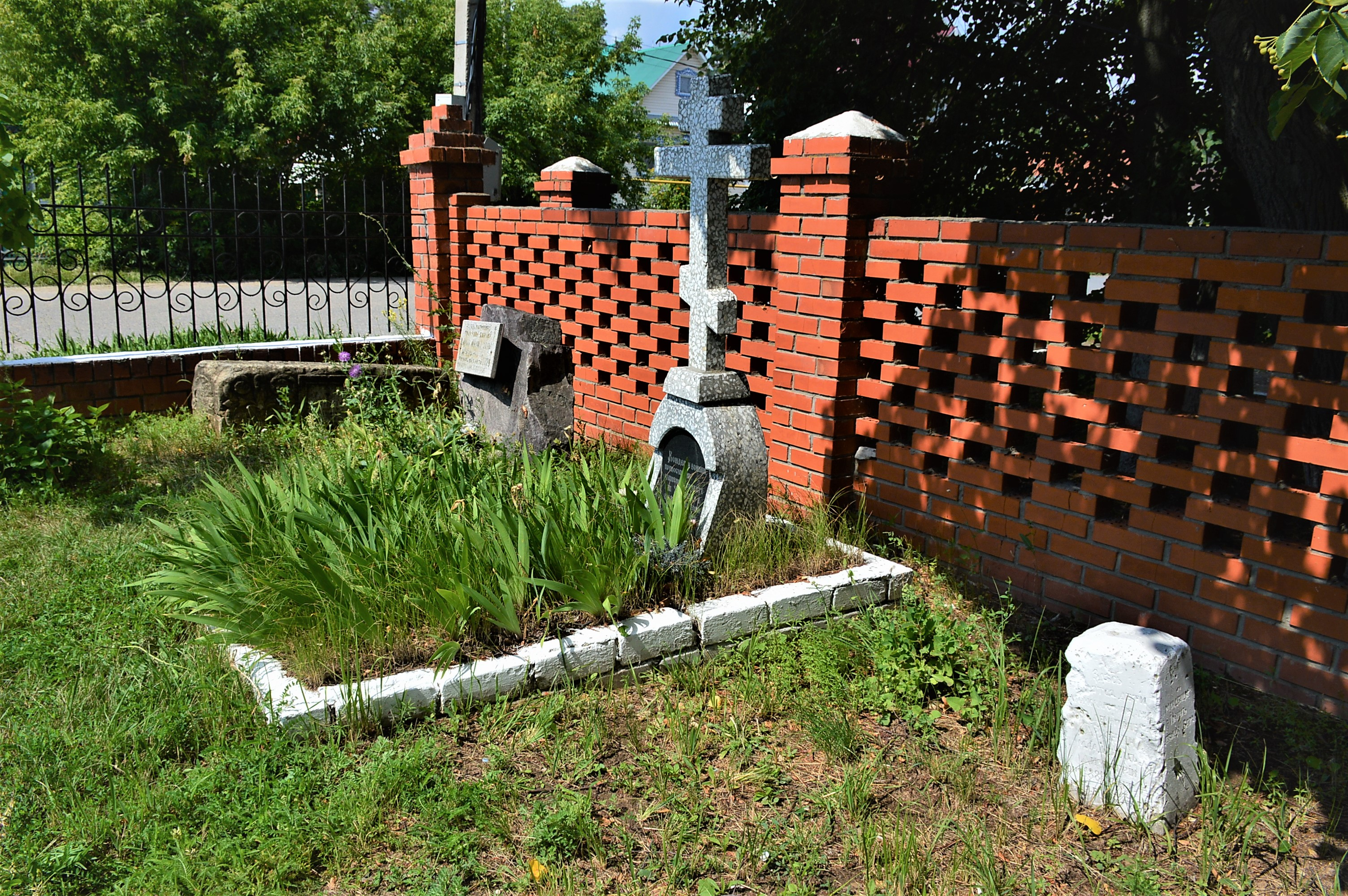
Символические могилы в ограде церкви

В ограде церкви Николая Чудотворца находится кенотаф (символическая могила) Дарьи Михайловны Меншиковой (1682—1728), супруги князя Александра Даниловича Меншикова, сподвижника Петра I.
Д. М. Меншикова скончалась в мае 1728 года по пути в ссылку в Берёзов, куда направили всю их семью, и была похоронена в Верхнем Услоне. Над её могилой была сооружена церковь святых мучеников Хрисанфа и Дарьи, которая около 1815 года сгорела. После этого на могиле был установлен надгробный бутовый камень с надписью: «Здесь лежит раба Божия Д[арья]». «Известно, что в 1855 году этот могильный камень ещё находился на огороде местного священника Павла Альбинского. Он представлял собой „плиту из дикого волжского камня, с полустёршейся надгробной надписью“. Над могильной плитой княгини был поставлен деревянный футляр в виде гробницы, первоначально покрашенный зелёной краской». В 1863 году по инициативе правнука А. Д. Меншикова — князя Александра Сергеевича Меншикова (1787—1869), над могилой Дарьи Михайловны была выстроена каменная часовня (разрушена в 1930-е годы). В этой часовне на месте её могилы вместо несохранившейся могильной плиты с полустёртой надписью был установлен другой бутовый камень, который, в отличие от самой часовни, сохранился.
В 1990-е годы настоятель храма Николая Чудотворца Владимир Чибирёв перенёс этот камень в ограду церкви, где он и находится, олицетворяя собой символическую могилу Д. М. Меньшиковой. На камне установлена памятная табличка с надписью: «Здесь погребено тело рабы Божией Дарьи Михайловны Меншиковой, почившей в лето 1728…». Рядом лежат ещё два могильных камня XIX века, а также установлена символическая могила с крестом в память русских воинов.
В 2022 году заявлялось о намерении восстановить могилу Д. М. Меншиковой.